# Туристичка организација општине Рача
| Туристичка организација општине Рача |                                                            |
| Оснивач:                             | Општина Рача                                               |
| Основана:                            | 2002.                                                      |
| Седиште:                             | Карађорђева 48, · Рача Србија                              |
| Директор:                            | Давор Тимотијевић                                          |
| Веб презентација                     | http://tor.rs/sr/ Архивирано на веб-сајту (15. април 2019) |

Туристичка организација општине Рача је основана 2002. године.
Основна делатност организације су:
- израда Програма развоја туризма и одговарајућих планских аката у складу са прописима о планирању и уређењу простора за туристичка места на територији општине,
- унапређење општих услова за прихват и боравак туриста у туристичким местима,
- унапређење и координација активности носилаца туристичке понуде на обогаћивању и подизању нивоа туристичких и компаративних садржаја и стварању атрактивног туристичког амбијента у туристичким местима.
- организовање туристичке информативно-пропагандне делатности, културних, спортских и других манифестација од интереса за унапређење туризма на територији општине,[1]
- подстицање и координирање активности на развијању специфичних видова туризма, као што су: спортско-рекреативни, ловно-риболовни, културно-манифестациони, излетнички, омладински, дечји, сеоски и други видови,
- праћења и анализирања кретања на домаћем тржишту, праћење стања у области туризма и делатностима везаним за туризам у циљу иницирања предлога за доношење нових и измену постојећих прописа у овој области и предлагање мера за унапређење свих видова туризма,
- стварање материјално-организационих и других услова за одмор, опоравак и рекреацију грађана-развијање и унапређивање рецептивне и иницијативне функције туризма,
- формирање и јачање јединственог информационог система у области туризма на нивоу општине и обезбеђивање њиховог укључивања и повезивања са одговарајућим информационим системима на републичком нивоу,
- организовање водичке службе у туризму,
- деловање на заштити и унапређењу животне средине,
- остваривање и унапређивање са туристичким и за развој туризма заинтересованим фирмама и организацијама у општини, са туристичким организацијама у Републици, туристичким организацијама Србије и предузимање мера за укључивање општине у регионалне и националне пројекте и програме развоја и промоције туризма,
- подстицање, усмеравање и координирање рада туристичких друштава на подручју општине и сви други програми везани за реализацију програма и планова Туристичке организације.